# Camilo Menéndez Tolosa
Camilo Menéndez Tolosa (Santa Cruz de Tenerife, 8 de febrero de 1899 - Madrid, 19 de junio de 1971) fue un militar español que ocupó importantes cargos en el régimen del general Franco. Su sobrino Camilo Menéndez Vives, también militar, participó en el intento de golpe de Estado del 23-F de 1981.

## Biografía

### Orígenes
Nacido el 8 de febrero de 1899 en Santa Cruz de Tenerife, era hijo del general de brigada Luciano Menéndez García San Miguel y de Concepción Tolosa Pierrat,

### Carrera militar
Ingresó en la Academia de Infantería de Toledo en el año 1914, ampliando estudios en Saint Cyr (Francia). Fue uno de los primeros oficiales de la Legión Española. Herido en dos ocasiones durante la guerra del Rif, asciende al empleo de comandante por méritos de guerra en 1926.
Durante la Segunda República Española se acoge a la conocida como Ley de Azaña, lo que supuso su retiro forzoso con empleo de comandante. Participaría en la guerra civil española, combatiendo en la IV División de Navarra a las órdenes de Camilo Alonso Vega.

### Franquismo
Finalizada la contienda, alcanzó la graduación de coronel, siendo designado jefe del Regimiento de Infantería Inmemorial del Rey n.º 1, de guarnición en Madrid (1940-1948). En 1954 asciende al empleo de general de división estando al frente de la 11.ª División y después de la 62.ª de guarnición en Pamplona. Gobernador militar del Campo de Gibraltar entre 1957 y 1959, el 28 de noviembre de 1959 ascendió al empleo de Teniente General. Posteriormente fue Capitán general de las regiones militares VIII (La Coruña) y VI (Burgos). 
Director general del Instituto Nacional de Previsión (1948-1950). Ese mismo año fue nombrado Gobernador civil de la provincia de Santander, ocupando el puesto hasta 1953. Entre 1954 y 1957 fue Director General de Servicios del Ministerio del Ejército. Jefe de la Casa Militar de Su Excelencia el Jefe del Estado en 1962 hasta su nombramiento como ministro del Ejército, cargo que ocupa desde el 20 de febrero de 1964 hasta el  29 de octubre de 1969.

## Condecoraciones
- Comendador de la Orden de Cisneros
- Caballero gran cruz de la Orden de San Hermenegildo